# 海府街道
海府路街道是中国海南省海口市美兰区下辖的一个街道，东起海府路，南至蓝天路，西至龙昆南路，北到海秀东路，面积约4.3平方公里，下辖6个社区居委会，分别为白坡里社区、大英社区、南宝社区、东湖里社区、龙舌坡社区、龙峰社区，常住人口6.7万人，暂住人口1.8万人。
6个社区共划分为72个网格，至今已配备79名网格员。网格员对辖区企事业单位、居民住宅区等进行全面采集信息，基本做到人房两清。海府路街道办事处驻银坡路11号。

## 行政区划
海府路街道目前下辖5个社区
- 东湖里社区
- 白坡里社区
- 龙峰社区
- 龙舌坡社区
- 大英社区
- 南宝社区

## 海府路
海府路原为海南省委、省政府驻地。2008年4月21日，海南省人民政府总体迁至国兴大道9号办公。原址仍保留海南省档案馆、海南省建设厅、海南省文化和旅游局等单位。